# Eurovizijos atranka
Eurovizijos atranka è stato un festival canoro lituano, il cui vincitore aveva il diritto di rappresentare la Lituania all'Eurovision Song Contest.
È stato organizzato dall'emittente televisiva lituana LRT per dieci edizioni ogni anno dal 2010 al 2019. È stato rimpiazzato dal nuovo format Pabandom iš naujo! nel 2020.

## Albo d'oro
| Anno | Artista                         | Brano                            |
| ---- | ------------------------------- | -------------------------------- |
| 2010 | InCulto                         | Eastern European Funk            |
| 2011 | Evelina Sašenko                 | C'est ma vie                     |
| 2012 | Donny Montell                   | Love Is Blind                    |
| 2013 | Andrius Pojavis                 | Something                        |
| 2014 | Vilija Matačiūnaitė             | Attention                        |
| 2015 | Monika Linkytė & Vaidas Baumila | This Time                        |
| 2016 | Donny Montell                   | I've Been Waiting for This Night |
| 2017 | Fusedmarc                       | Rain of Revolution               |
| 2018 | Ieva Zasimauskaitė              | When We're Old                   |
| 2019 | Jurij Veklenko                  | Run with the Lions               |

## All'Eurovision Song Contest
| Anno | Artista                         | Brano                            | Semifinale      | Punti           | Finale | Punti |
| ---- | ------------------------------- | -------------------------------- | --------------- | --------------- | ------ | ----- |
| 2010 | InCulto                         | Eastern European Funk            | Non qualificata | Non qualificata | 12º    | 44    |
| 2011 | Evelina Sašenko                 | C'est ma vie                     | 19º             | 63              | 5º     | 81    |
| 2012 | Donny Montell                   | Love Is Blind                    | 14º             | 70              | 3º     | 104   |
| 2013 | Andrius Pojavis                 | Something                        | 22º             | 17              | 9º     | 53    |
| 2014 | Vilija Matačiūnaitė             | Attention                        | Non qualificata | Non qualificata | 11º    | 36    |
| 2015 | Vaidas Baumila & Monika Linkytė | This Time                        | 18º             | 30              | 7º     | 67    |
| 2016 | Donny Montell                   | I've Been Waiting for This Night | 9º              | 200             | 4º     | 222   |
| 2017 | Fusedmarc                       | Rain of Revolution               | Non qualificata | Non qualificata | 17º    | 42    |
| 2018 | Ieva Zasimauskaitė              | When We're Old                   | 12º             | 181             | 9º     | 119   |
| 2019 | Jurij Veklenko                  | Run with the Lions               | Non qualificata | Non qualificata | 11º    | 93    |